# Actenobius pleuralis
Actenobius pleuralis är en skalbaggsart som först beskrevs av Thomas Casey 1898.  Actenobius pleuralis ingår i släktet Actenobius och familjen trägnagare. Inga underarter finns listade i Catalogue of Life.